# Stress (zespół punkrockowy)
Stress — polski zespół punkowy. Grupa powstała w 1984 roku w Jeleniej Górze. W pierwszym składzie znaleźli się: Lalek i Kowboj gitary, Kastet bass, Decha perkusja, Kłóda wokal. Po personalnych przetasowaniach wyłonił się skład: Kastet - wokal, gitara basowa, Decha - gitara i Burza - perkusja, który w 1986 roku wystąpił na FMR w Jarocinie oraz na Grand Festiwal Róbrege. W różnych okresach czasu  kapelę zasilali również basiści : Kunta (Szkszypcze, Raya) oraz Arturro (Raya, Fort BS) Zespół grał melodyjnego punk-rocka i istniał z przerwami do 1995 roku. Personalnie był powiązany z jeleniogórskimi zespołami Fort BS, Raya, Szkszypcze.. Zespół reaktywował się w 2017 roku w składzie: Kastet wokal, Andrzej Kurnyta gitara, Sławek Mozelewski (Mozez) bass, Grzegorz Łomnicki (Zdzichu)  perkusja i Piotr Klementowski (Klemens) gitara.
W 1985 roku zespół wydał własnym sumptem kasetę demo "Kiszona Kapusta". Wydawnictwo zawierało 15 utworów zarejestrowanych w studiu WDK w Jeleniej Górze. Kaseta zawierała między innymi utwory: "Pomnik", "Nasze pokolenie", "Psychopata". W 1987 ukazała się wydana przez Makena, kaseta, będąca splitem z Fort BS. Na kasecie znalazły się nagrania z lat 1985-1987 zarejestrowane w studiu WDK w Jeleniej Górze. W sieci krąży również kaseta demo pt. "III Wojna" będąca zapisem sesji nagraniowej odbytej wiosną 1987 roku oraz kilka koncertów, W 2016 roku nakładem niezależnej wytwórni Pasażer ukazał się winyl "Stress 84-95" będący kompilacją archiwalnych sesji nagraniowych oraz nagrań koncertowych. W 2019 roku wydawnictwo to ukazało się na CD